# Ma Mingyu
Dans ce nom chinois, le nom de famille, Ma, précède le nom personnel.
Ma Mingyu, né le 4 février 1970 à Chongqing (Chine), est un ancien footballeur chinois.
Il a participé à la Coupe du monde 2002 avec l'équipe de Chine.